# الأخ (فلم 2022)
الأخ (بالإنجليزية: Brother) هو فيلم درامي كندي، من إخراج كليمنت فيرجو، وهو مقتبس من رواية الأخ الحائزة على جائزة ديفيد شارياندي. يركز الفيلم على العلاقة الأخوية بين فرانسيس ومايكل. ومن المقرر أن يتم عرض الفيلم لأول مرة في مهرجان تورنتو السينمائي الدولي 2022.
الفيلم من بطولة آرون بيير في دور فرانسيس ولامار جونسون في دور مايكل ، مع كيانا ماديرا، مارشا بليك ، لوفيل آدامز، موريس وينت ودوين ميرفي.

## روابط خارجية
- مقالات تستعمل روابط فنية بلا صلة مع ويكي بيانات